# Pedicularis kialensis
Pedicularis kialensis är en snyltrotsväxtart som beskrevs av Adrien René Franchet. Pedicularis kialensis ingår i släktet spiror, och familjen snyltrotsväxter. Inga underarter finns listade i Catalogue of Life.